# John Wesley Martens
John Wesley Martens (* 10. November 1960 in Vancouver) ist ein kanadischer katholischer Theologe.

## Leben
Nach dem Ph.D. an der McMaster University 1992 lehrt er als Professor für Theologie an der University of St. Thomas (Minnesota).
Seine Forschungsschwerpunkte sind Paulus, hellenistisches Judentum, insbesondere Philo von Alexandria, apokalyptisches Denken und Literaturentwicklung des frühen Christentums.

## Schriften (Auswahl)
- One God, one law. Philo of Alexandria on the Mosaic and Greco-Roman law. Boston 2003, ISBN 0-391-04190-8.
- mit Cornelia Bernadette Horn: “Let the little children come to me”. Childhood and children in early Christianity. Washington, DC 2009, ISBN 0-8132-1674-5.
- The word on the street. Year B. Sunday lectionary reflections. Collegeville 2017, ISBN 0814649882.
- The word on the street. Year C. Sunday lectionary reflections. Collegeville 2018, ISBN 0814649904.